# بنی براون
بنی براون (انگلیسی: Benny Brown; ۲۷ سپتامبر ۱۹۵۳ – ۱ فوریهٔ ۱۹۹۶) دونده اهل ایالات متحده آمریکا بود.